# Psilocerea phrynogyna
Psilocerea phrynogyna är en fjärilsart som beskrevs av Claude Herbulot 1954. Psilocerea phrynogyna ingår i släktet Psilocerea och familjen mätare. Inga underarter finns listade.